# Absentia (série télévisée)
Pour les articles homonymes, voir Absentia.
Absentia est une série télévisée américaine en trente épisodes de 42 minutes sur trois saisons, réalisée par Oded Ruskin et diffusée entre le 25 septembre 2017 et le 17 juillet 2020 sur la chaîne européenne AXN pour les deux premières saisons, et sur Amazon Prime Video à l'international. La série a été présentée pour la première fois au public pendant le Festival de la télévision de Monte Carlo en juin 2017.
Au Canada, elle est diffusée depuis le 21 janvier 2018 sur Showcase, et aux États-Unis depuis le 2 février 2018 sur Amazon Prime Video.
En France, la série est disponible depuis le 27 octobre 2017 sur SFR Play VOD illimitée et diffusée depuis le 4 novembre 2017 sur Altice Studio. Au Québec, elle est disponible depuis le 19 avril 2018 sur le service Club Illico puis à partir du 1er avril 2021 sur AddikTV. En Suisse elle est diffusée depuis le 27 juillet 2018 sur RTS Un.

## Synopsis
Alors qu'elle enquêtait sur un tueur en série, Emily Byrne, agent du FBI, est portée disparue et déclarée morte. Elle réapparaît 6 ans plus tard sans le moindre souvenir de ses années de captivité. Elle découvre par la même occasion que son mari s'est remarié avec une autre femme et qu'ils ont élevé ensemble son fils qui ne se souvient pas d'elle. Les meurtres recommencent et Emily est accusée d'en être l'auteur. Elle prend la fuite et part sur les traces du véritable assassin.

## Fiche technique
- Titre original et français : Absentia
- Création : Gaia Violo et Matt Cirulnick
- Réalisateur : Oded Ruskin
- Scénario : Gaia Violo, Matthew Cirulnick, Elaina Perpelitt, Kate Powers, Antoinette Stella
- Casting : Suzanne Smith
- Production : Tamir Kfir
  - Production exécutive : Matthew Cirulnick, Maria Feldman, Julie Glucksman, Stana Katic, Oded Ruskin
- Sociétés de production :
- Pays d'origine : États-Unis
- Langue originale : anglaise
- Genre : policier, thriller
- Durée : 40 minutes

## Distribution

### Acteurs principaux
- Stana Katic (VF : Anne Massoteau) : Emily Byrne
- Patrick Heusinger (en) (VF : Rémi Bichet) : Nick Durand
- Neil Jackson (VF : Gilduin Tissier) : Jack Byrne
- Paul Freeman (VF : Michel Paulin) : Warren Byrne
- Christopher Colquhoun (en) (VF : Rody Benghezala) : Agent Crown
- Patrick McAuley (VF : Fanny Bloc (saison 1) puis Tom Trouffier) : Flynn Durand
- Cara Theobold (VF : Flora Brunier) : Alice Durand (invitée saison 3)
- Matthew Le Nevez (VF : Sylvain Agaësse) : Cal Isaac (depuis saison 2)
- Natasha Little (VF : Laurence Dourlens) : Special Agent Julianne Gunnarsen (depuis saison 2)

### Anciens acteurs principaux
- Angel Bonanni (he) (VF : Damien Ferrette) : Tommy Gibbs (saisons 1 et 2)
- Bruno Bichir (VF : Denis Boileau) : Dr Daniel Vega (saison 1)
- Ralph Ineson (VF : François Siener) : Special Agent Adam Radford (saison 1)

### Acteurs secondaires
- Amber Aga (en) (VF : Cléo Anton) : Ericsson
- Borislava Stratieva (VF : Zina Khakhoulia) : Violet
- Richard Brake (VF : Patrick Laplace) : Conrad Harlow
- Nathan Cooper (VF : Erwan Tostain) : John Kurian (2 épisodes)
- Paul Courtenay Hyu (en) (VF : Vincent Viotti) : Erik Shen (2 épisodes)
- Kok-Hwa Lie : Dr Shen (2 épisodes)
- Ricky Champ (en) (VF : Jérôme Wiggins) : Charles Avallone (2 épisodes)
- Samantha Coughlan : Maura (2 épisodes)
- Aleksandar Aleksiev : Dr Johnson (1 épisode)
- Ruby Bentall : Lolly (1 épisode)
- J. R. Esposito : Aide-soignant
- Alexander Georgiev : Semerov (1 épisode)
- Snejana Makaveeva (VF : Alexia Lunel) : strip-teaseuse (1 épisode)
- Mitchell Mullen (VF : José Luccioni) : Gregory Nash (1 épisode)
- Nick Cornwall (VF : Michel Vigné) : Larry Novo
- Nathan Wiley (VF : Ronan Carretti) : McKeller (1 épisode)
- Vladimir Zombori : Sergent au bureau (1 épisode)
- Liza Mircheva : infirmière de Warren
- Joseph Malerba : Jacques
- Rona Morison : Thompson

## Production
En mars 2018, Samantha Corbin-Miller est nommé en tant que nouvelle showrunner pour une éventuelle deuxième saison.

### Tournage
La série a été tournée en Bulgarie.

## Épisodes

### Première saison (2017)
1. Réapparition (Comeback)
2. Reset (Reset)
3. Suspicion (The Emily Show)
4. Moi toi lui moi (Me You Him Me)
5. Creuser (Dig)
6. Personne n'est innocent (Nobody's Innocent)
7. A & B (A & B)
8. Un garçon courageux (Brave Boy)
9. Jeu d'enfant (Child's Play)
10. Péché originel (Original Sin)

### Deuxième saison (2019)
Elle est diffusée en France depuis le 11 mai 2019 sur Altice Studio et aux États-Unis le 14 juin 2019 sur Amazon Video.
1. Victimes (Casualties)
2. Folie (Madness)
3. Coupable (Guilty)
4. Chasse à l'homme (Offenders)
5. Sur le qui-vive (Bolo)
6. Sous couverture (Cover)
7. Chasseurs (Boom)
8. Agression (Aggression)
9. Jusqu'au bout (Committed)
10. Complices (Accomplice)

### Troisième saison (2020)
Lancée le 1er juillet 2020 sur AXN Now, cette saison est arrivée le 17 juillet 2020 sur Amazon Prime Video dans plusieurs pays, dont les États-Unis et le Royaume-Uni. Elle sera disponible en France dès le 19 septembre 2020 sur la chaine Altice Studio.
1. Table rase (Tabula Rasa)
2. Captifs (Capta Est)
3. Connais ton ennemi (Nosce Inimicum)
4. Les dés sont jetés (Alea Iacta Est)
5. Monnaie d'échange (Quid Pro Quo)
6. Où tu iras, j'irai (In Quo Ego Vado Vos)
7. Libéré (Liberavit)
8. Vérité et justice (Veritas Aequitas)
9. Ténèbres (Tenebris)
10. Renaissance (Iterum Nata)